# Mythimna virgata
Mythimna virgata là một loài bướm đêm trong họ Noctuidae.